# Tongaanse tandduif
De Tongaanse tandduif (Didunculus placopedetes) is een uitgestorven vogel uit de familie Columbidae (Duiven), die endemisch was op Tonga en leefde in het Kwartair. Een verwante soort, de tandduif (Didunculus strigirostris), is de enige bekende levende soort in zijn geslacht.

## Beschrijving
De Tongaanse tandduif lijkt op zijn familielid, de tandduif, maar is groter. De Tongaanse tandduif is alleen bekend door subfossielen gevonden op archeologische vindplaatsen. Een veelvoorkomende predator van de Tongaanse tandduif was de kerkuil (Tyto alba lulu). Hij was ongeveer 31 tot 38 centimeter lang en woog ongeveer 400 gram. met een korte staart en een gebogen snavel.

## Verspreiding en leefgebied
Hij kwam voor op de Tongaanse eilanden Tongatapu, Lifuka, Ha'ano, 'Uiha en Ha'afeva en leefde in een terrestrische omgeving. Zijn voedsel bestond uit rauwe vruchten van de Rhus taitensis. Hij at ook zaden van Heliconia laufao, nootmuskaat van het geslacht Myristica, knollen van soorten uit het geslacht Dioscorea en bessen.

## Uitsterven
De Tongaanse tandduif verdween ergens na de kolonisatie van de archipel door toedoen van de mens, waarschijnlijk door de jacht, verlies van habitat en de invloed van ingevoerde invasieve soorten.